# Юрген Шток
Юрген Шток (нім. Jürgen Stock; нар. 4 жовтня 1959) — німецький правоохоронець. Генеральний секретар Інтерполу (2014—2024).

## Життєпис
Народився 4 жовтня 1959 року в місті Ветцлар, Німеччина. Він приєднався до кримінальної поліції в Гессені в 1978 році і залишався на посаді офіцера до 1992 року. З 1992 по 1996 роки він навчався у Гіссенському університеті, щоб займатися науковими дослідженнями в галузі кримінології. У 1996 році він працював юристом, після чого повернувся до Федерального відомства крімінальної поліції Німеччини, щоб стати заступником начальника відділу боротьби з економічною злочинністю. Він став президентом Університету прикладної поліцейської науки, розташований у Саксонія-Ангальт в 1998 році.
У 2000 році він знову повернувся до Федерального відомства крімінальної поліції Німеччини, де очолив Інститут досліджень та підготовки правоохоронних органів.
У 2004 році він став віце-президентом Федерального відомства крімінальної поліції Німеччини. Він також є почесним професором з права та кримінології в університеті м. Гіссен.
З 2005 року — працював в Інтерполі. Він був віце-президентом по Європі в організації з 2007 по 2010 рр.
7 листопада 2014 року він був обраний Генеральним секретарем Інтерполу Генеральною Асамблеєю. У жовтні 2019 року був переобраний на другий п'ятирічний термін, склав повноваження у листопаді 2024 року.